# Stricteripus
Stricteripus is een geslacht van kevers uit de familie van de loopkevers (Carabidae). De wetenschappelijke naam van het geslacht is voor het eerst geldig gepubliceerd in 1989 door Straneo & Ball.

## Soorten
Het geslacht Stricteripus omvat de volgende soorten:
- Stricteripus baenningeri (Straneo, 1953)
- Stricteripus impressus (Straneo, 1955)
- Stricteripus peruvianus (Straneo, 1955)